# Oróklini
Oróklini (grec moderne : Ορόκλινη) ou Voróklini (grec moderne : Βορόκληνη) est un village de Chypre de plus de 6 117 habitants.